# Nicolas Gosse
Nicolas Gosse, (París, 2 de octubre de 1787-Soncourt-sur-Marne, 9 de febrero de 1878) fue un grabador y pintor histórico francés. Hijo de Noël-François Gosse y de Marie Leclerc, su nombre completo era Nicolas Louis François Gosse y se casó con Cécile-Eugénie-Prudence Lucquin. Además Gosse es el tío del pintor Émile Bin, de quien fuera su maestro. Estudio en la Escuela de Bellas Artes bajo la instrucción de François-André Vincent, quien le enseñó el arte del dibujo preciso, el tacto brillante y los tonos contrastantes. Entre sus principales pinturas se incluyen, Napoleón recibiendo a la reina de Prusia en Tilsit, Napoleón recibiendo a Nicolas-Charles de Vincent, Embajador de Austria en Erfurt y Luis Felipe abdica a la corona de Bélgica en favor de su hijo; todos ahora alojados en la Galería Histórica de Versalles. Está enterrado en el cementerio de Montmartre junato a su esposa, fallecida en París el 30 de octubre de 1858.
Obtuvo una medalla de tercera clase en 1819, luego una medalla de segunda clase en 1824. En 1828 fue nombrado caballero de la Legión de Honor y ascendido a oficial en 1870.